# Pinckney Benton Stewart Pinchback
Pinckney Benton Stewart Pinchback (ur. 10 maja 1837 w Macon, zm. 21 grudnia 1921 w Waszyngtonie) – amerykański polityk, pierwszy Afroamerykanin, który został stanowym gubernatorem w USA.
Urodzony w Macon w Georgii był synem białego plantatora i jego byłej niewolnicy. Pobierał nauki w szkole w Cincinnati (Ohio). Po śmierci jego ojca, matka Pinchbacka również przeniosła się do Ohio.
W czasie wojny secesyjnej Pinchback udał się do Luizjany, gdzie był jedynym murzynem w kontrolowanej przez Unię Gwardii Narodowej. Po zakończeniu wojny został aktywnym członkiem Partii Republikańskiej i brał udział w stanowej konwencji ds. rekonstrukcji. W roku 1868 został wybrany w skład stanowego Senatu, gdzie pełnił urząd prezydenta pro tempore.
Po śmierci wicegubernatora Luizjany Oscara Dunna, Pinchback został pierwszym wybranym Afroamerykaninem na to stanowisko w ogóle.
Został gubernatorem stanu po usunięciu z urzędu swego poprzednika Henry’ego Claya Warmoutha. Urząd ten zajmował od 9 grudnia 1872 do 13 stycznia 1873.
Po zakończeniu swej krótkiej kadencji pełnił szerego różnych funkcji poblicznych. Przeniósł się do Waszyngtonu, a następnie na pewien czas do Nowego Jorku, gdzie został federalnym marshalem. Po powrocie do Waszyngtonu pracował jako prawnik. Zmarł tam w roku 1921.